# Maggior e Minor Consiglio della Repubblica di Genova
Il Maggior e il Minor Consiglio erano due organi politici della Repubblica di Genova, nati in seguito alla riforma del governo cittadino compiuta da Andrea Doria nel 1528.

## Le Reformationes novae del 1528
Alla fine del 1528, dopo aver cacciato da Genova i francesi di Francesco I, grazie ad una alleanza con l'imperatore Carlo V, Andrea Doria incaricò 12 riformatori di mettere in atto una riforma del governo della Repubblica di Genova. 
Furono innanzitutto apportate alcune modifiche al sistema degli Alberghi, le associazioni di famiglie cittadine, alzandone il numero a 28 e andando ad aggiungere alle 23 della nobiltà vecchia (Calvi - Cattaneo - Centurione - Cibo - Cicala - D'Oria - Fieschi - Gentile - Grillo - Grimaldi - Imperiale - Interiano - Lercari - Lomellini - De Marini - Di Negro - Negrone - Pallavicino - Pinelli - Salvago - Spinola - Usodimare - Vivaldi, soliti radunarsi in San Luca) 5 casate di origine popolare (Giustiniani, Promontorio, Sauli, Defranchi e Fornari, soliti radunarsi vicino a San Pietro in Banchi e per questo chiamati nobiltà nuova o di San Pietro). I nomi degli appartenenti a questi Alberghi erano iscritti al Liber Nobilitatis Genuensis e tra di loro erano scelti i rappresentanti del governo della Repubblica.

## Il Maggior Consiglio e il Minor Consiglio
Tra tutti gli iscritti al libro della nobiltà erano estratti a sorte i 400 membri che andavano a formare il Maggior (o Gran) Consiglio della Repubblica, che si riuniva nella sala principale del Palazzo Ducale.

Tra i membri del Maggior Consiglio erano estratti nuovamente a sorte i 100 rappresentanti del Minor Consiglio. Nel palazzo pubblico esso disponeva di due sale, una detta "consiglietto d'estate" esposta a nord e utilizzata durante i mesi più caldi e una detta "consiglietto d'inverno" che grazie all'esposizione a sud godeva di una migliore temperatura nei mesi invernali.
 I membri di entrambi i Consigli restavano in carica un anno.
Tramite un complesso sistema di nomine e di estrazioni a sorte per mezzo di bussolotti era quindi scelta una ristretta rosa di candidati, tra i quali i membri del Maggior Consiglio sceglievano per votazione chi sarebbe diventato il nuovo doge. Il doge, in carica per due anni, presiedeva un consiglio di otto senatori, con potere legislativo. Ad esso era affiancato un secondo consiglio di otto procuratori, con competenze finanziarie. Insieme ad essi era poi costituito il Magistrato dei Supremi Sindacatori, che aveva il compito di verificare che il doge, i membri dei consigli e gli altri ufficiali della Repubblica rispettassero le leggi.
Nel 1547, in seguito alla congiura dei Fieschi, Andrea Doria promulgò la cosiddetta riforma del Garibetto (ad indicare che era una riforma fatta "con garbo", che modificava solo in parte quella precedente) con cui veniva limitato il potere dei nuovi nobili di origine popolare a vantaggio della vecchia nobiltà aristocratica. In base ad essa 300 membri del Maggior Consiglio erano estratti a sorte tra gli iscritti all'albo della nobiltà e gli altri 100 erano eletti per votazione, mentre tutti i 100 membri del Minor Consiglio dovevano essere eletti per votazione tra coloro che erano stati eletti nel Maggior Consiglio.
Una nuova modifica ai criteri di elezione dei due Consigli e delle alte cariche politiche si ebbe nel 1576 con le leggi di Casale o leges novae: da quel momento i membri del Maggior e del Minor Consiglio dovevano essere scelti da una commissione di trenta persone eletta dal Minor Consiglio uscente, mentre gli otto senatori e procuratori erano da estrarsi a sorte da una lista di 120 nominativi. Questo sistema di elezione fu mantenuto con poche variazioni fino all'arrivo di Napoleone nel 1797.